# Anton Holban

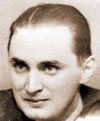
Anton Holban

Anton Holban (* 10. Februar 1902 in Huși; † 15. Januar 1937 in Bukarest) war ein rumänischer Schriftsteller.

## Leben
Der Sohn von Gheorghe Holban und Antoaneta Lovinescu, somit Neffe von Eugen Lovinescu, war vor allem für das Schreiben von Novellen bekannt. Eng verbunden war er mit dem literarischen Klub und der Literaturzeitschrift seines Onkels Eugen Lovinsecu „Sburătorul“. Diese war in den 1920er Jahren das Sammelbecken des Symbolismus und der Avantgarde in Rumänien mit Namen wie Felix Aderca, Benjamin Fondane, Francisc Șirato, Ilarie Voronca gewesen.
Holban starb an den Folgen einer missglückten Blinddarmoperation.

## Werke
Novellen
- Castele de nisip, în: Nuvele inedite, 1935
- Halucinații ,  1938
- Conversații cu o moartă,  2005

Romane
- Romanul lui Mirel, Editura Ancora, 1929
- O moarte care nu dovedește nimic, Editura Cugetarea, 1931
- Parada dascălilor, Editura Cugetarea, 1932
- Ioana, Editura Pantheon, 1934
- Jocurile Daniei (postum 1971)